# Données de panel
En statistiques et en économétrie, on appelle données de panel (ou données longitudinales) des données qui comprennent plusieurs observations au cours du temps pour un même individu statistique. 

## Exemples
- Les Penn World Table comprennent des observations sur le PIB et la population pour différents pays au cours du temps.
- Le British Household Panel Survey constitue un panel de ménages britanniques.
- Le Panel Study of Income Dynamics est un panel de ménages américains.